# Musée Boucher-de-Perthes
Le musée Boucher-de-Perthes est le musée d'archéologie et des beaux-arts de la ville d'Abbeville, dans le département de la Somme, situé 24, rue Gontier-Patin, dans le centre-ville. Il est labélisé « Musée de France ».

## Histoire

### Fusion de deux musées
Le musée Boucher-de-Perthes est le fruit de la fusion de deux collections abbevilloises du XIXe siècle : le musée d’Abbeville et du Ponthieu fondé en 1833 à l’initiative de la Société d'émulation d'Abbeville et l’ancien musée Boucher-de-Perthes qui abritait les collections personnelles et familiales de Jacques Boucher de Perthes, le « père de la Préhistoire », son fondateur.
À l'origine, les collections privées de Jacques Boucher de Perthes étaient rassemblées dans son hôtel particulier dit hôtel de Chepy. L'ensemble des bâtiments a été complètement détruit lors du bombardement de la ville par l'armée allemande, le 20 mai 1940 au cours de la Bataille de France au début de la Seconde Guerre mondiale.
Quant aux collections de la ville, elles étaient présentées dans le musée d'Abbeville et du Ponthieu dans l'ancien hôtel particulier de Fouques d'Emonville. Ce bâtiment abrite aujourd'hui la bibliothèque municipale.

### Le musée actuel
Le musée actuel inauguré en 1954 se compose de deux ailes contemporaines construites dans les années 1950, pendant la période de reconstruction de la ville en incluant les vestiges de l’ancien hôtel de ville dont il subsiste le bâtiment de la Trésorerie qui abritait notamment les archives municipales et le beffroi, construit en 1209,  Inscrit MH (1926) monument historique et inscrit au  Patrimoine mondial (2005) de UNESCO.
En 2001 et 2019, Jean-Baptiste et Christine Manessier ont fait don, au Musée, de plus de 600 œuvres de leur père, le peintre Alfred Manessier.
Le 22 mars 2022, le musée a fermé ses portes au public en vue de son agrandissement pour accueillir la donation Manessier. La réouverture est prévue pour février 2026.

## Renseignements pratiques
Le musée Boucher-de-Perthes organise régulièrement des expositions consacrées à l'histoire ou aux artistes locaux.

## Les collections

### Archéologie

#### Paléolithique
- Fossiles de la faune du Quaternaire et de la faune des tourbières.
- Premiers silex taillés[6], bifaces ou nuclei découverts dans la vallée de la Somme par Emmanuel Baillon et son fils, François Baillon, Laurent-Joseph Traullé, Casimir Picard, Boucher de Perthes et Victor Commont.

#### Âge du bronze
- Haches et épées.
- Vase de Crouy-Saint-Pierre.

#### Âge du Fer
- Vases gaulois de Port-le-Grand.

#### Antiquité
- objets issus d'une tombe à incinération de la villa romaine Plouy (Vismes-au-Val) datés de la fin du Ier siècle[7].
- objets issus d'une tombe à incinération de la villa romaine de Trinquies (Huppy) datés de la seconde moitié du Ier siècle.

### Art médiéval

#### Sculpture
- Christ en bronze (XIIe siècle).

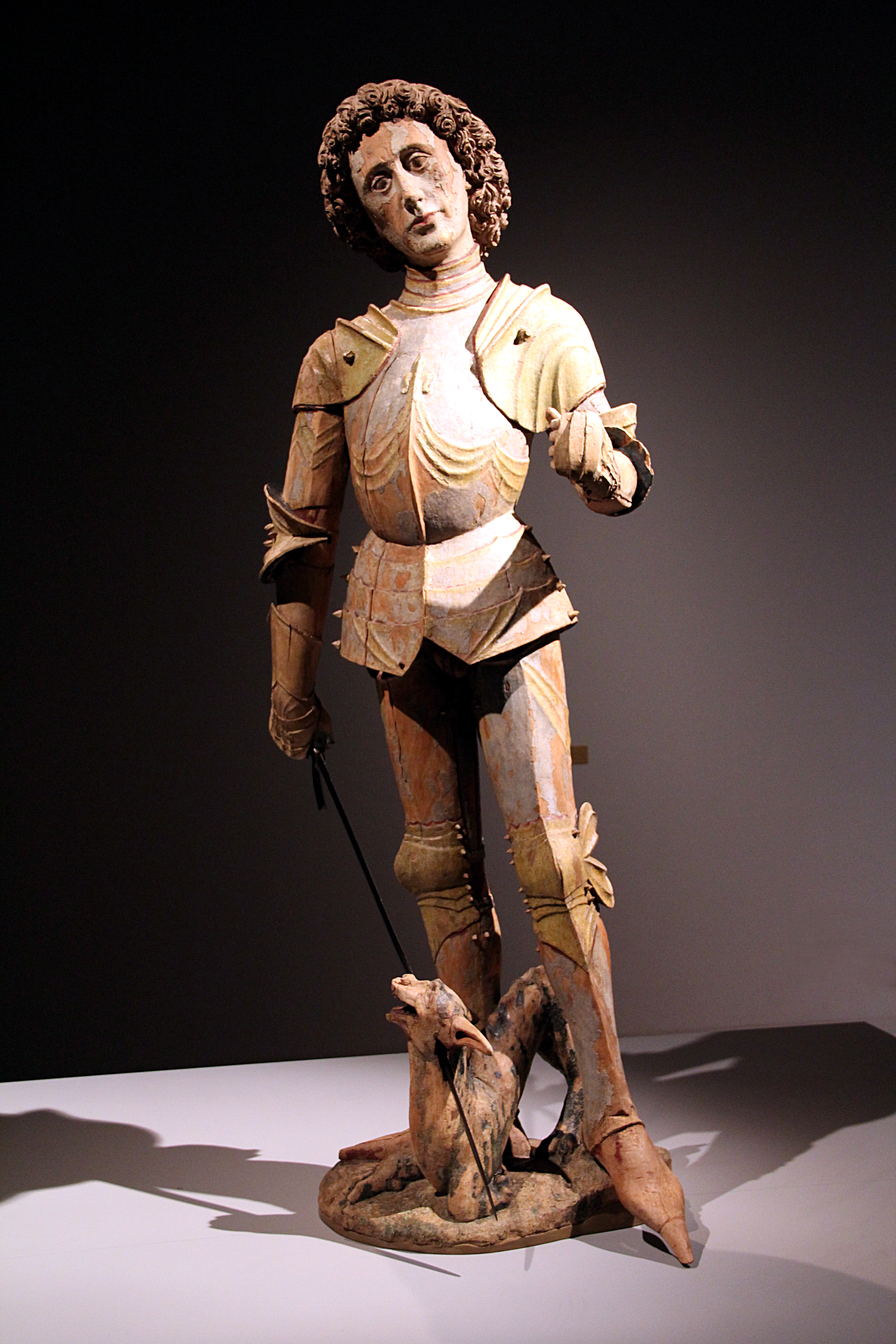
Statue de saint Georges en bois polychrome (Tyrol - entre 1480 et 1490).

- Retable de la chartreuse de Thuison figurant les grandes périodes de la vie la Vierge en trois panneaux :
  - panneau central : la Visitation et l'annonce de l'ange à Zacharie; l'Annonciation[8], bois polychrome (XVe siècle).
  - panneau de gauche : le mariage de la Vierge ;
  - panneau de droite : la Nativité.
- Vierge des donateurs en bois polychrome (XVe siècle).
- Statue de saint Georges[9] en bois polychrome (XVe siècle).
- Statue en bois de saint Roch faisant l'aumône (XVe siècle).
- Piéta en bois (XVe siècle).
- Statues polychrome de saint Gengoulph (patron des maris trompés) et d'une dame en prière (XVIe siècle).
- Déposition de croix (XVIe siècle).
- Diptyque de la Crucifixion et de la Mort de la Vierge (XVIe siècle).

#### Objets d'art
- Clochette des trépassés.
- Vierge à l'Enfant en argent (1588).
- Ivoires médiévaux.

### Peinture

#### Peinture duXVesiècle
- L'Assomption de la Vierge, huile sur toile
- Maître de la Légende de Sainte Godelieve, Triptyque de la Vierge entourée de Saintes et d'anges[10]

#### Peinture duXVIesiècle
- Portrait de Jehan Mourette et de sa femme.

#### Peinture duXVIIesiècle
- José de Ribera (attribuée à ) : Sainte Thérèse .
- Pieter van Mol : Descente de Croix.
- Louis de Caullery[11].
- Mathieu Le Nain : L'Adoration des Mages[12]
- Cornelis de Vos : Les joueurs de trictrac (1640)[13].

#### Peinture duXVIIIesiècle
- Cinq Portraits de femme attribués à Nicolas de Largillierre.
- Autoportrait de Nicolas-Bernard Lépicié.
- Liseuse attribuée à Jean-Honoré Fragonard.
- Quatre toiles mythologiques de François Lemoyne (Hercule et Omphale, Le bain de Diane, Persée délivrant Andromède, Le Temps délivrant la Vérité).
- Scènes de genre de Pierre-Adrien Choquet (1743-1813), peintre abbevillois.

#### Peinture duXIXesiècle
- Guillaume Guillon-Lethière, Saint Louis visitant les victimes de la peste dans la plaine de Carthage, 1822.
- Louis Braquaval, Le Champ de blé (~1900), Coucher de soleil.
- Lazare Bruandet, Paysage avec un fleuve.
- Jules-Désiré Caudron
- Jean-François-Martial Dergny.
- Charles Gleyre.
- Francis Tattegrain.
- Paul Gallard-Lépinay, Marine : vue de Venise.

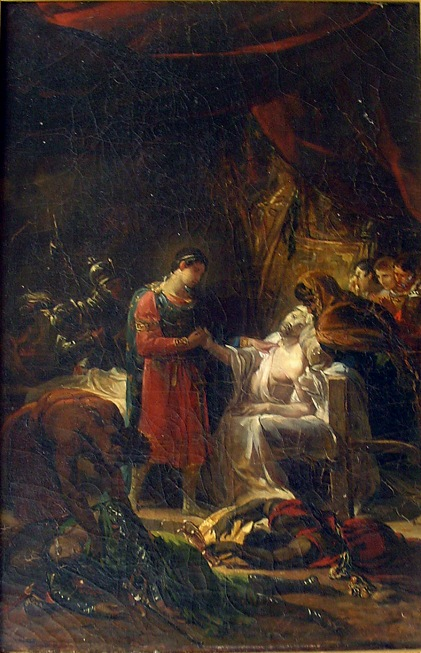
Guillaume Guillon-Lethière, Saint Louis visitant les victimes de la peste dans la plaine de Carthage (1822).
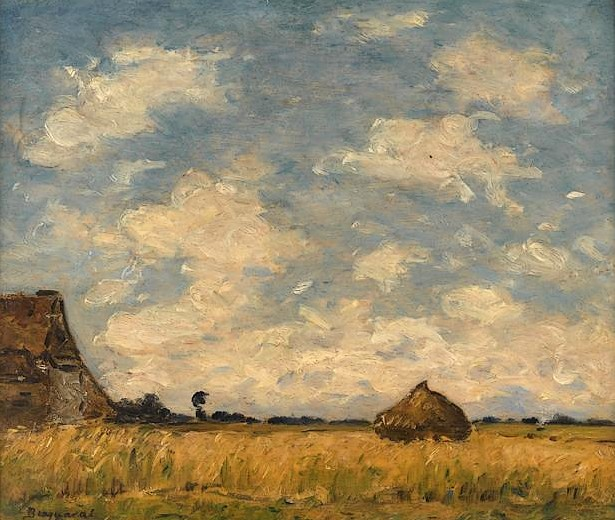
Louis Braquaval, Le Champ de blé (~1900).
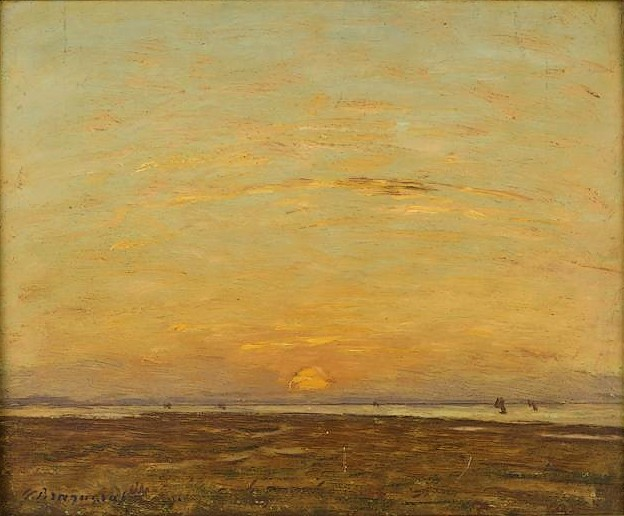
Louis Braquaval, Coucher de soleil (~1900).
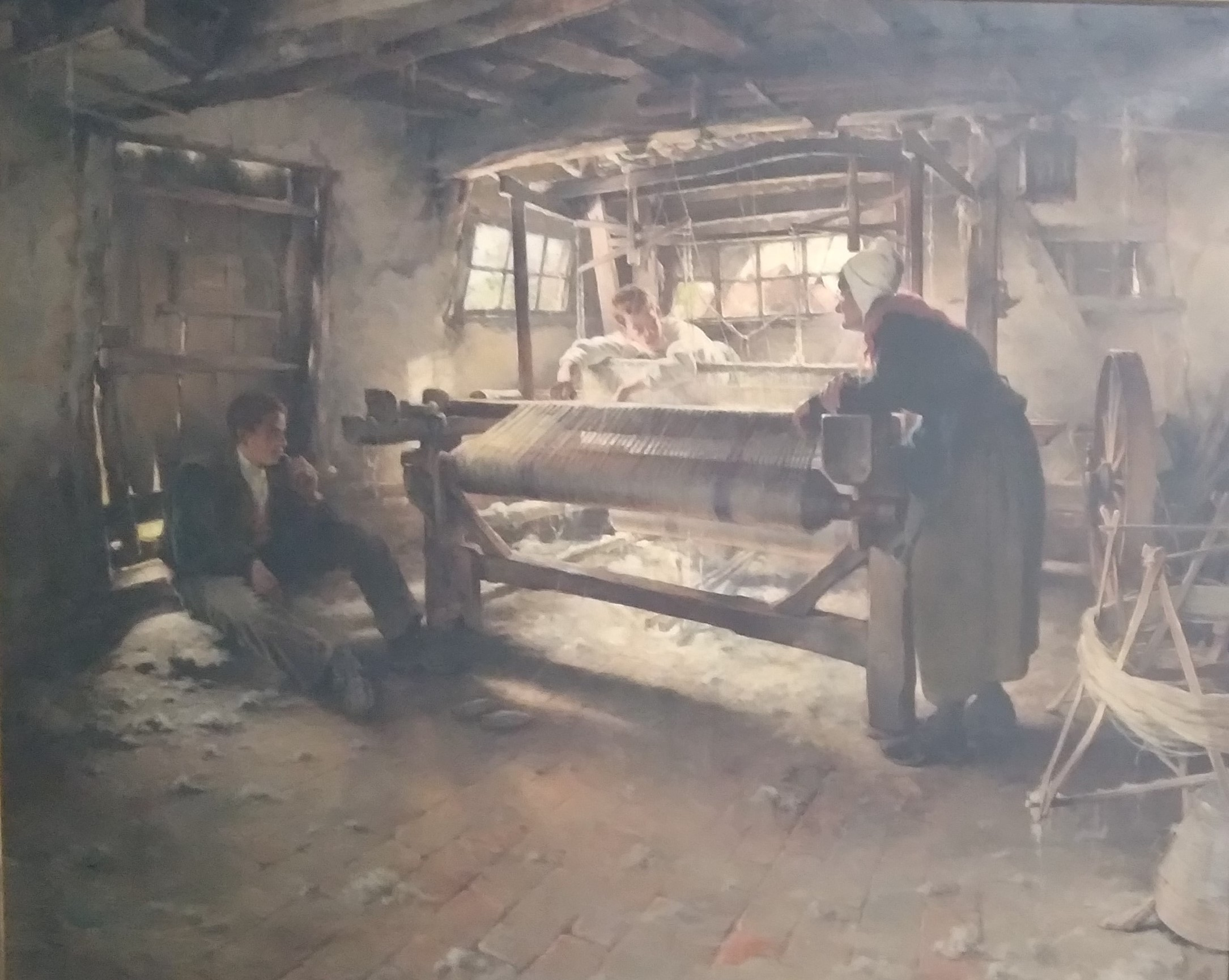
Albert Decamps, L'Apprenti tisserand (fin du XIXe siècle).
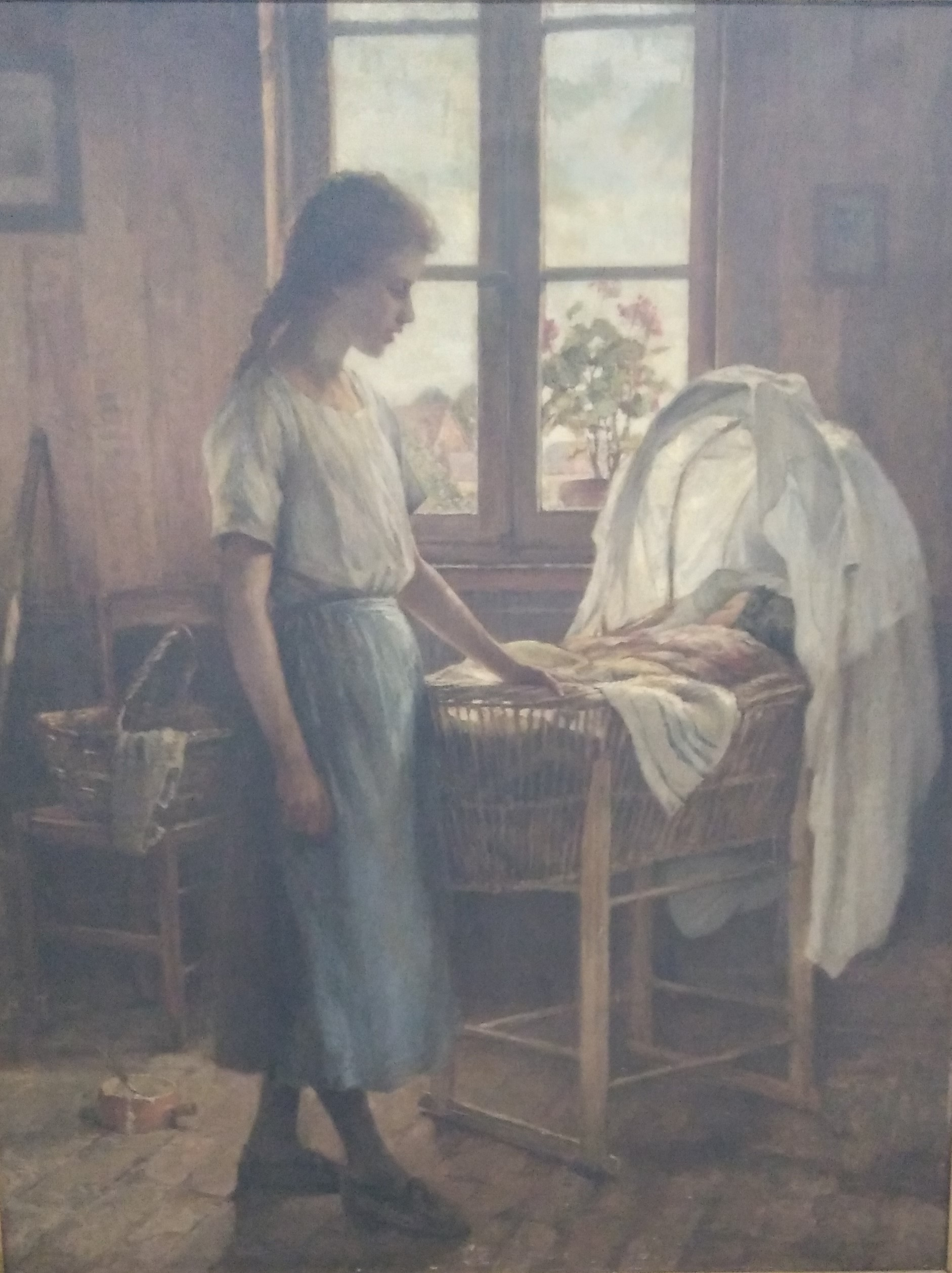
Jules Boquet, La Chanson du berceau (1904).

#### Peinture duXXesiècle
Artistes nés dans la Somme :
- Georges Bilhaut.
- Jacques Lestrille.
- Alfred Manessier[14].

#### Tapisserie
- Fragment de la Suite d'Artémis.

### Graveurs abbevillois
- Claude Mellan.
- Francois Poilly[15],[16],[17]
- Emile Rousseaux

### Sculpture
- Brutus d'Ernest-Eugène Hiolle, Salon de 1867.
- Psaume de Camille Claudel.

### Céramique et faïence
- Terres vernissées de Sorrus.
- Faïences de Vron (début du XIXe siècle).

### Faunes et Flores régionales
- Oiseaux de la baie de Somme naturalisés.
- Insectes.
- Herbiers.

## Les donateurs du musée

### Jean Jules Duchesne de Lamotte (1786-1860)
Originaire d’Abbeville, Jean Jules Duchesne de Lamotte (ci-après Jules) était issu d’une grande famille de la noblesse picarde.
Né à Abbeville le 3 décembre 1786, Jules Duchesne de Lamotte est contemporain de Jacques Boucher de Perthes, né en 1788 à Rethel dans les Ardennes. L’un de ses ancêtres, prénommé Jean-Jacques, a été mayeur d’Abbeville de 1751 à 1752. 
Jules Duchesne de Lamotte semble n’avoir jamais fait partie de la Société d’Émulation historique et littéraire d’Abbeville, fondée en 1797. En revanche, il participe à la création du musée d'Abbeville et du Ponthieu en 1833, en faisant don de spécimens d'oiseaux naturalisés à la Ville d'Abbeville. Il est nommé au Conseil d’Administration du musée le 13 juin 1837. 
Jules Duchesne de Lamotte souhaitait léguer sa collection d’ornithologie à la Ville d’Abbeville. Son fils Paul exhausse son souhait, permettant l’acceptation du don après délibération du 14 conseil municipal le 6 septembre 1860. Ce don fait aujourd’hui partie des collections du Beffroi Musée Boucher de Perthes – Manessier.

### La famille Lennel
Antoine Félix Lennel (1840-1911) et ses fils Antoine François (1874- ? sans descendance) et François Antoine Marie (1876-1918 ; mort de la grippe espagnole, sans postérité), laissèrent à la Ville d'Abbeville une importante collection d'objets et d’œuvres d'art provenant du château familial de Montonvillers (Somme). Le don est réalisé en 1920 par Berthe Chevalier (1853-1941), épouse d'Antoine Félix Lennel et mère des frères Antoine François et Antoine François Marie Lennel. Les œuvres rejoignent les collections du musée d'Abbeville et du Ponthieu et font aujourd'hui partie des collections du Beffroi Musée Boucher de Perthes - Manessier. Le don comprend des pièces de monnaie, des tableaux, des ivoires, des porcelaines, des meubles et objets d'art, couvrant les périodes de l'Antiquité, du XVIIIe et XIXe siècle.[réf. nécessaire]

## Pour approfondir